# موشيه كارمل
موشيه كارمل هو ضابط وسياسي إسرائيلي، ولد في 17 يناير 1911 في Mińsk Mazowiecki ‏ في بولندا، وتوفي في 14 أغسطس 2003 في تل أبيب في إسرائيل. نشط حزبياً في معراخ.

## مناصب
- انتخب عضو الكنيست [الإنجليزية]‏ وقد انضم خلال فترته النيابية  [لغات أخرى]‏ (21 يناير 1974 – 13 يونيو 1977) للكتلة البرلمانية معراخ.
- انتخب عضو الكنيست [الإنجليزية]‏ وقد انضم خلال فترته النيابية  [لغات أخرى]‏ (30 نوفمبر 1959 – 4 سبتمبر 1961) للكتلة البرلمانية Ahdut HaAvoda – Poalei Zion  [لغات أخرى]‏.
- انتخب عضو الكنيست [الإنجليزية]‏ وقد انضم خلال فترته النيابية  [لغات أخرى]‏ (4 سبتمبر 1961 – 22 نوفمبر 1965) للكتلة البرلمانية Ahdut HaAvoda – Poalei Zion  [لغات أخرى]‏.
- انتخب عضو الكنيست [الإنجليزية]‏ وقد انضم خلال فترته النيابية  [لغات أخرى]‏ (22 نوفمبر 1965 – 17 يناير 1966) للكتلة البرلمانية اتحاد العمال الإسرائيليين  [لغات أخرى]‏.
- انتخب عضو الكنيست [الإنجليزية]‏ وقد انضم خلال فترته النيابية  [لغات أخرى]‏ (17 نوفمبر 1969 – 21 يناير 1974) للكتلة البرلمانية معراخ.
- انتخب عضو الكنيست [الإنجليزية]‏ وقد انضم خلال فترته النيابية  [لغات أخرى]‏ (9 يونيو 1958 – 30 نوفمبر 1959) للكتلة البرلمانية Ahdut HaAvoda – Poalei Zion  [لغات أخرى]‏.